# Edith Soledad Matthysse
Edith Soledad Matthysse es una boxeadora profesional argentina que fue campeona mundial unificado peso pluma, habiendo aguantado el título AMB femenino de 2013 a 2016 y el título CMB femenino de 2015 a 2016. Es la hermana  de los boxeadores Lucas y Walter Matthysse.

## Carrera profesional
Matthysse Hizo su debut profesional el 18 de mayo de 2007, ganándole por decisión unánime en 4 asaltos a Graciela Adriana Becerra en el Estadio Socios Fundadores en Comodoro Rivadavia, Argentina.
Después de compilar un registro de 9–3–1 (1 KO),  desafió a Yazmín Rivas por el título femenino FIB gallo el 4 de febrero de 2012, en el Gimnasio de las Liebres en Río Bravo, México. Matthysse Falló en su primer intento en un título mundial, perdiendo por decisión unánime en diez rondas.
Matthysse desafió a la campeona mundial femenina AMB peso pluma Ogleidis Suarez el 13 de diciembre de 2013, en el Teatro Griego Juan Pablo Segundo en San Martín, Argentina. Matthysse derrotó a Suarez en decisión unánime para capturar su primer título mundial, con la lectura de los jueces 100–90, 99–91 y 97–93.
Después de una victoria por decisión unánime contra Lizbeth Crespo en una pelea sin título en juego, en mayo de 2015, Matthysse puso su título AMB en juego en la pelea de unificación contra la campeona mundial femenina CMB peso pluma Jelena Mrdjenovich el 1 de agosto en Caseros, Argentina. Después de las diez rondas eran completas, Matthysse ganó por decisión unánime para convertirse en la nueva campeona unificada, con los jueces puntuando 98–92, 97–93 y 96–94. La pelea tuvo una revancha el 11 de marzo de 2016, en el Centro de Conferencia del Shaw en Edmonton, Canadá, con Mrdjenovich obteniendo su venganza, venciendo a Matthysse en 10 asaltos por decisión unánime. Dos jueces puntuaron la pelea 96–93 y el tercer juez puntuado lo 97–82 para entregar Matthysse la octava derrota de su carrera.
Luego peleó contra la campeona mundial femenina peso superpluma de la OMB Ewa Brodnicka el 4 de octubre de 2019, en el Hala Sportowa Częstochowa en Częstochowa, Polonia. Matthysse Padeció la undécima derrota de su carrera, perdiendo por decisión dividida con dos jueces que puntúan la pelea 97–93 y 96–94 a favor de Brodnicka, mientras que el tercer juez puntuó 96–95 para Matthysse.